# Boitumelo Mafoko
Boitumelo Mafoko (né le 11 février 1982 à Mahalapye au Botswana) est un joueur de football international botswanais, qui évolue au poste de milieu de terrain.

## Biographie

### Carrière en sélection
Boitumelo Mafoko marque son premier but en équipe nationale le 16 juin 2007, contre la Mauritanie (victoire 2-1). Il inscrit son second but le 8 juin 2008, contre le Mozambique (victoire 1-2).
Il dispute six matchs lors des éliminatoires du mondial 2010, un match lors des éliminatoires du mondial 2014, et enfin quatre matchs lors des éliminatoires du mondial 2018.
Il participe avec l'équipe du Botswana à la Coupe d'Afrique des nations 2012 organisée au Gabon et en Guinée équatoriale.

## Palmarès
Township Rollers
- Championnat du Botswana (1) :
  - Vainqueur : 2005.
- Coupe du Botswana (1) :
  - Vainqueur : 2005.